# 情報科学部
情報科学部（じょうほうかがくぶ、英: Faculty of Information Science）は、情報科学を専門分野とする、大学等の学部である。
日本では、1990年に中京大学が情報科学部を設置したのが最初である。次いで1996年に大阪工業大学が理工系大学として初めて設置。

## 情報科学部を置く大学
- 法政大学
- 大阪工業大学
- 広島市立大学
- 愛知県立大学
- 愛知工業大学
- 広島大学
- 北海道科学大学

## 過去に情報科学部を置いていた大学
- 中京大学: 2006年、情報理工学部へ改組
- 九州産業大学: 2017年、工学部とともに生命科学部、理工学部、建築都市工学部へ改組。
- 千葉工業大学: 2024年、社会システム科学部とともに情報変革科学部、未来変革科学部へ改組。